# ظلامية
ظلامية (الاسم العلمي: Tenebrioninae)، فُصيلة حشرات خنفسية من غمديات الأجنحة وفصيلة الظلاميات.